# トマス・フォートソン・ギブズ
トマス・フォートソン・ギブズ（Thomas Fortson Gibbs, 1798年 - 1859年）は、アメリカ合衆国の政治家。ジョージア州アトランタで市長を1期1年務めた。

## 生涯
ギブズはエルバート郡の代表として、1837年にジョージア州下院議員を務めた。ギブズは1850年にアトランタに移住した。ギブズは1852年にアトランタ市長に立候補した。ギブズは選挙に勝利し、第5代アトランタ市長を務めた。ギブズは1853年に2期目の市長に立候補したが、ジョン・ミムズに敗れた。ギブズは選挙後間もなく、アトランタを離れた。ギブズはその後、テネシー州メンフィスへ移ったと考えられている。
第21代アトランタ市長ジョン・H・ジェイムズの回想において、彼は「ドクター・ギブズ」と言及された。しかしながら、どのような分野における医師であったかは詳述されていない。

## 家族
ギブズはカロライン・レベッカ・ハリス (Caroline Rebecca Harris, 1807-1888) と結婚し、子供を8人もうけた。